# 多梅尼科·貝卡富米
多梅尼科·貝卡富米（義大利語：Domenico Beccafumi；1486年—1551年5月18日）是一位主要活躍在錫耶納的義大利文藝復興風格畫家。他被認為是錫耶納畫派最後的代表畫家之一。

## 生平
多梅尼科·貝卡富米出生於錫耶納附近的蒙塔佩爾蒂（Monteaperti），是賈科莫·迪·佩斯的兒子，賈科莫·迪·佩斯是一位在洛倫佐·貝卡富米莊園工作的農民。洛倫佐看到他的繪畫天賦，收養了他，並推薦他向錫耶納小藝術家梅切羅學習繪畫。 
1509年，他前往羅馬，向剛在梵蒂岡完成第一份作品的藝術家學習，但很快又回到錫耶納。然而，雖然與他同時代的兩位錫耶納藝術家（伊爾·索多瑪和巴爾達薩雷·佩魯齊）在作品中加入了翁布里亞-佛羅倫斯古典風格的元素，但貝卡富米的風格仍然以驚人的方式保持著錫耶納藝術風格。在錫耶納，他為教會繪製宗教作品，為私人贊助者繪製神話裝飾畫 ，只受到鄰近佛羅倫斯畫派主導的矯飾主義輕微影響。他的繪畫具有中世紀的風格，有時是幻想的、多餘的情感細節和朦朧的非線性（常常是鋸齒狀），他的色彩具有原始的色調，這使他與古典的羅馬大師區分開來。

## 西恩納主教座堂
除了繪畫之外，他從1517年到1544年指導了西恩納主教座堂著名的人行道工程，這項任務歷時一個半世紀。人行道上展示了巨大的commesso作品圖案——白色大理石，用黑色雕刻著主題的輪廓，並在邊界上鑲嵌著多種顏色的豐富圖案。從貝卡富米開始鋪設這條人行道的那一年起，他對所採用的技術流程進行了非常巧妙的改進，並繪製了亞哈和以利亞、麥基洗德、亞伯拉罕和摩西故事中的場景。
他為查理五世皇帝進入錫耶納的遊行隊伍製作了一座凱旋門和一匹巨大的機械馬。